# Acorde menor
Acorde menor é um acorde formado por uma tríade menor, onde a primeira, a terceira e a quinta notas são de uma escala menor natural, ou seja, tônica, terça menor e quinta justa.
Baseado na escala menor natural, que possui a estrutura de intervalos entre as notas T-ST-2T-ST-2T.
I - Tom - II - Semitom - II - Tom - IV - Tom - V - Semitom - VI - Tom - VI - Tom - VII
O acorde menor tem a seguinte estrutura:
Tônica (I) - c (1T+1st) - Mediante (III) - terça m (1T+1st) - Dominante (V)

## Exemplos de tríades menores
Levando em consideração a escala modelo (Dó menor) - Dó, Ré, Mi bemol, Fá, Sol, Lá bemol, Si bemol - o acorde de Dó m (ou cifra Cm) é formado pelas notas:
- Tônica: (I grau) nota Dó (C) 132 Hz
- Mediante: (III grau) nota Mi bemol (E) 165 Hz
- Dominante: (V grau) nota Sol (G) 198 Hz

Seguindo a estrutura de intervalos padrão do acorde menor temos a estrutura do acorde Dó m:
- Dó (I grau) - terça m - Mi bemol (III grau) - terça m - Sol (V grau)

Simplificando temos:
- Dó + Mi b + Sol

- Mi b + Sol  + Dó (1ª inversão do acorde)
- Sol + Dó + Mi b (2ª inversão do acorde)

A primeira destas configurações corresponde às seguintes teclas do piano:
| A reprodução de áudio não é suportada no seu ''browser''. Você pode descarregar o ficheiro de áudio. | A reprodução de áudio não é suportada no seu ''browser''. Você pode descarregar o ficheiro de áudio. |

## Tabela de tríades menores
| Acord | Fonamental | Tercera menor | Quinta perfecta |
| ----- | ---------- | ------------- | --------------- |
| Do    | do         | mi♭           | sol             |
| Do#   | do#        | mi            | sol#            |
| Re♭   | re♭        | fa♭ (mi)      | la♭             |
| Re    | re         | fa            | la              |
| Re#   | re#        | fa#           | la#             |
| Mi♭   | mi♭        | sol♭          | si♭             |
| Mi    | mi         | sol           | si              |
| Fa    | fa         | la♭           | do              |
| Fa#   | fa#        | la            | do#             |
| Sol♭  | sol♭       | si♭♭ (la)     | re♭             |
| Sol   | sol        | si♭           | re              |
| Sol#  | sol#       | si            | re#             |
| La♭   | la♭        | do♭ (si)      | mi♭             |
| La    | la         | do            | mi              |
| La#   | la#        | do#           | mi# (fa)        |
| Si♭   | si♭        | re♭           | fa              |
| Si    | si         | re            | fa#             |